# Grell-pastell
Grell-pastell war eine Unterhaltungssendung des Schweizer Senders TV DRS, die von 1987 bis 1994 ausgestrahlt wurde. Moderator war Kurt Aeschbacher.

## Sendungskonzept
Das Konzept der Live-Sendung Grell-pastell stammte von Kurt Aeschbacher. In jeder Show wurde vor Studiopublikum und mit Gästen ein bestimmtes Thema behandelt. Das Bühnenbild wurde dazu passend gestaltet. Die erste von insgesamt 36 Sendungen lief am 27. März 1987, die letzte am 1. Dezember 1994. Grell-pastell wurde jeweils donnerstags ausgestrahlt.

## Rezeption
In einem Interview im Februar 2010 bezeichnete Kurt Felix Grell-pastell als die «einst [...] mutigste und redaktionell innovativste Talkshow im deutschsprachigen Europa». Kurt Blum, Redaktor der Programmzeitschrift Tele, schrieb im Dezember 1994, Grell-pastell sei «die pfiffigste Unterhaltungsinstitution, die sich das Schweizer Fernsehen bis heute leistete.»
Grell-pastell bekam eine Rüge der Unabhängigen Beschwerdeinstanz für Radio und Fernsehen (UBI) wegen Konzessionsverletzung aufgrund einer Kritik des Sendegastes Uta Ranke-Heinemann über den Papst in der Sendung über «Sex» am 25. November 1988. Sie bezeichnete den Papst als Mörder wegen des Kondomverbots trotz der HIV-Übertragungsgefahr und bezweifelte die Jungfräulichkeit der Maria. Gemäss UBI verletzte dies die religiösen Gefühle einiger Zuschauer und widersprach so dem Neutralitätsgebot des Schweizer Fernsehen.